# Mariano Gómez
Mariano Gómez de los Ángeles (Manila, 2 de agosto de 1799 – Ibidem., 17 de febrero de 1872) fue un sacerdote, escritor y predicador español.

## Biografía
Sus padres eran Francisco Gómez y Martina Custodio. Después de estudiar en el Colegio de San Juan de Letrán, cursó teología en la Universidad de Santo Tomás.
El 2 de junio de 1824 fue nombrado párroco de Bacoor, Cavite. Además de las necesidades espirituales de sus feligreses, el padre Gómez también enseñaba agricultura. Ayudó a mantener una relación armoniosa con sus otros sacerdotes, luchando por los derechos de los sacerdotes filipinos.
Al padre Gómez se le acusó de traición a España, sedición contra la Corona y de tomar parte activa en la revolución armada, dictando la sentencia de muerte en un tribunal militar. El padre Gómez era responsable de publicar el periódico "La Verdad", la voz de los propagandistas filipinos contra los colonizadores españoles. 
Le enviaron a la cárcel junto con los padres José Burgos, Jacinto Zamora, Joaquín Pardo de Tavera y Máximo Paterno. El padre Gómez, junto con Burgos y Zamora, fue ejecutado el 17 de febrero de 1872. En presencia de una multitud de asistentes el padre Gómez fue ajusticiado a garrote vil en el Campo de Bagumbayan el 17 de febrero de 1872. Posteriormente comenzaron a ser conocidos como los tres mártires filipinos juntando las sílabas iniciales de sus apellidos en el término Gomburza.